# NGC 6018
NGC 6018 је лентикуларна галаксија у сазвежђу Змија која се налази на NGC листи објеката дубоког неба.
Деклинација објекта је + 15° 52' 22" а ректасцензија 15h 57m 29,8s. Привидна величина (магнитуда) објекта NGC 6018 износи 13,4 а фотографска магнитуда 14,3. NGC 6018 је још познат и под ознакама UGC 10101, MCG 3-41-6, CGCG 108-16, IRAS 15551+1600, PGC 56481.